# LGV

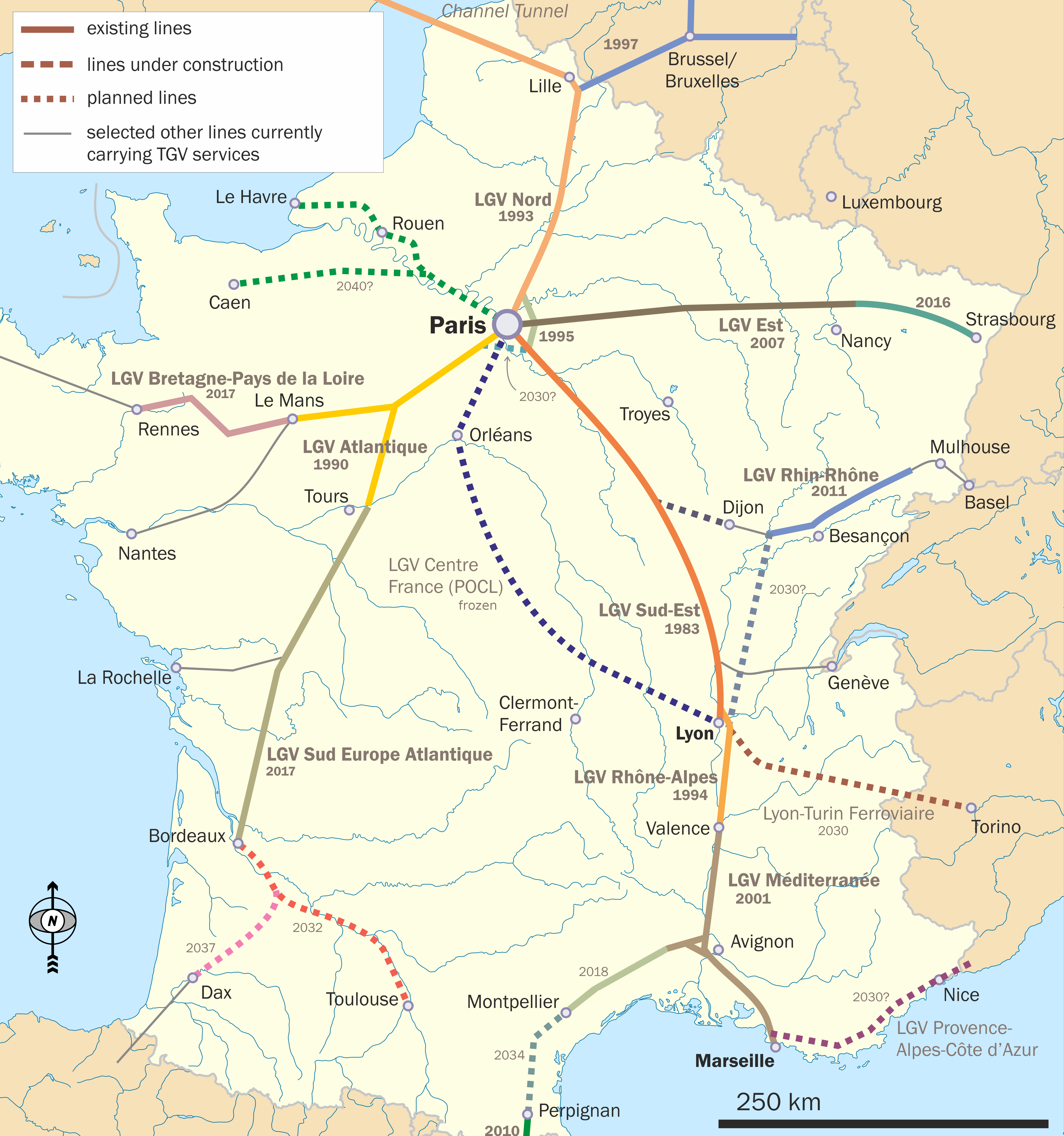
LGV路線網

LGV（エルジェヴェ）とは Ligne à grande vitesse（高速線）の略で、フランスのTGVが走行する標準軌（1,435mm）の高速鉄道専用路線のことである。
営業中の路線は次の通り。
- LGV南東線（1981年部分開業、1983年全通）
- LGV大西洋線（1989年部分開業、1990年全通）
- LGVローヌ・アルプ線（1992年部分開業、1994年全通）
- LGV北線（1993年部分開業、1996年全通）
- LGV東連絡線（1994年開業）
- LGV地中海線（2001年開業）
- LGV東ヨーロッパ線（2007年開業、2016年延伸）
- LGVペルピニャン-フィゲラス線（2009年開業）
- LGVライン-ローヌ線（2011年部分開業）
- LGV南ヨーロッパ大西洋線（2017年開業）
- LGVブルターニュ-ペイ・ド・ラ・ロワール線（2017年開業）